# HITS RADIO SATURDAY
HITS RADIO SATURDAY（ヒッツレディオ・サタデー）とは、2001年4月から2002年3月まで毎週土曜日の6:00～8:55に放送されていたRadio80（現・FM GIFU）の土曜日朝の生放送番組である。Radio80開局から1年間放送されており、同局唯一の土曜朝放送のワイド番組であった。終了後、一貫してJFNC制作のワイド番組を放送している。

## パーソナリティー
- 早川和余